# Anomospermum chloranthum
Anomospermum chloranthum är en tvåhjärtbladig växtart. Anomospermum chloranthum ingår i släktet Anomospermum och familjen Menispermaceae.

## Underarter
Arten delas in i följande underarter:
- A. c. asplundii
- A. c. chloranthum
- A. c. confusum
- A. c. isthmicola
- A. c. occidentale
- A. c. pacificum